# Итто-рю
Итто-рю (яп. 一刀流, «школа одного меча») — древняя школа кэндзюцу, классическое боевое искусство Японии, основанное в XVI веке известным самураем по имени Иттосай Кагэхиса.

## История
Школа Итто-рю была основана в XVI веке (в период Адзути-Момояма) знаменитым фехтовальщиком и самураем Ито Иттосаем Кагэхисой (яп. 伊東 一刀斎 景久).
Согласно легенде, в возрасте четырнадцати лет основатель школы оказался в небольшом приморском посёлке под названием Идзу. Он переплыл через пролив Сагами на куске коряги с острова Идзуосима. Там Иттосай заслужил доверие местных жителей благодаря тому, что прогнал группу бандитов, которые совершали набеги и грабежи. Осуществить желание стать отличным фехтовальщиком ему помогли жители посёлка, собрав деньги на путешествие в поисках мастера. В своих скитаниях Ягоро достиг храма Цуругаока Хатиман-гу (яп. 鶴岡八幡宮) в городе Камакура, префектура Канагава, где он заплатил дань богам и практиковался в искусстве фехтования. Однажды, неизвестный попытался напасть на Ягоро, но последний как-то бессознательно и не задумываясь выхватил меч и зарубил наглеца одним быстрым ударом. Не осознавая, как он это сделал, Ито позже описал данную технику как Мусокэн (яп. 無想剣), фундаментальный аспект философии собственного стиля фехтования.
Впоследствии мастер сменил имя на Ито Иттосай Кагэхиса. Как утверждают, свой стиль он разработал на основе школы Тюдзо-рю, знаниям которой обучался у Канэмаки Дзисая, основателя стиля Канэмаки-рю. Школа Итто-рю оказала влияние и на течение дзэн благодаря связи Кагэхисы и Оно Тадааки со знаменитым буддистским монахом Такуан Сохо.
Вторым наследником школы стал Оно Дзироэмон Тадааки (в прошлом Оно Дзэнки; право на преемственность он заслужил, победив другого ученика Ито, Микогами Тэндзэна). Позже он переименовал школу, назвав её Оно-ха Итто-рю. Сам же Иттосай исчез из истории и о нём более ничего не известно. Основная линия школы продолжилась в качестве школы Оно-ха Итто-рю.

## Ответвления
Стиль фехтования Ито Иттосая Кагэхисы оказал значительно влияние на формирование различных школ кэндзюцу. От него было создано большое число разнообразных ответвлений, таких как Хокусин Итто-рю, Мидзогути-ха Итто-рю, Наканиси-ха Итто-рю, Когэн Итто-рю, Син Итто-рю и так далее.

### Оно-ха Итто-рю
Оно-ха Итто-рю (яп. 小野派一刀流) — древняя школа кэндзюцу, одно из первых и самых старых ответвлений стиля Итто-рю, классическое боевое искусство Японии, основанное приблизительно в XVII веке мастером по имени Оно Дзироэмон Тадааки.
После того, как Тадааки был назначен кэндзюцу сиханъяку (инстуктр фехтования) вторым сёгуном Токугава Хидэтада, Оно-ха Итто-рю стала одной из двух официальных школ кэндзюцу сёгуната Токугава. Кроме того, Оно Дзироэмон также служил третьему сёгуну Иэмицу.
Четвёртый глава Оно-ха Итто-рю, Тадакацу, учил правителя области Цугару (сейчас территория префектуры Аомори), Цугару Этиго-но-ками Нобумаса всей системе Оно-ха Итто-рю и образовал отдельную линию Цугару.
Текущим, 17-м сокэ школы является Сасамори Такэми (яп. 笹森建美), священник и известный педагог, вступивший в должность в 1975 году, сменив на посту своего отца, Сасамори Дзюндзо, а сама школа входит в состав организации Нихон Кобудо Кёкай.

### Мидзогути-ха Итто-рю
Мидзогути-ха Итто-рю (яп. 溝口派一刀流) — древняя школа кэндзюцу, классическое боевое искусство Японии, основанное приблизительно в XVII веке мастером по имени Мидзогути Сингоэмон Масакацу.
В середине периода Эдо (1600 — 1868), ученик Мидзогути по имени Ито Масамори посетил Айдзу (в современной префектуре Фукусима), где он обучал одного из служителей клана, Эдамацу Кимитада. Масанори передал ему все свои познания в искусстве фехтования. Эдамацу Кимитада, в свою очередь, обучал Икэгами Дзёдзаэмона Ясумити (яп. 池上安通), который позже основал свою собственную вариацию школы — Мидзогути-ха Итто-рю кэндзюцу по линии Айдзу. Именно данная линия школы дошла до XXI века и всё еще преподается в Айдзу (Фукусима), в то время как оригинальный стиль канул в годах.

### Наканиси-ха Итто-рю
Наканиси-ха Итто-рю (яп. 中西派一刀流) — школа кэндзюцу, основанная мастером по имени Наканиси Тюта Танэсада, который обучался под руководством 5-го или 6-го главы школы Оно-ха Итто-рю до того, как создал собственный стиль. Наканиси-ха Итто-рю оказало значительное влияния на формирование современного кэндо.
Сын Наканиси произвел революцию в практике школы путём внедрения в процесс тренировок синая в сочетании с богу, защитной бронёй (на тот промежуток времени синай использовали школы Синкагэ-рю, Нэн-рю и Тацуми-рю). Применение подобного снаряжения позволило фехтовальщикам свободно практиковать различные техники и участвовать в спортивных соревнованиях, предшествующих подъёму современного кэндо, и привело к быстрому росту популярности филиала Наканиси-ха Итто-Рю.
На сегодняшний день традиции Наканиси-ха Итто-рю передаются в семье Такано.

### Когэн Итто-рю
Когэн Итто-рю (яп. 甲源一刀流) — древняя школа кэндзюцу и нагинатадзюцу, классическое боевое искусство Японии, основанное в XVIII веке мастером по имени Хэнми Тасиро Ёситоси, потомком ответвления семьи Такэда, которые произошли от императора Сэйва через Минамото-но Цунэмото и Синрасабуро Минамото-но Ёсимицу.
До создания собственной школы фехтования Хэнми Тасиро обучался Айдзу Мидзогути-ха Итто-рю под руководством мастера по имени Сакурай Госукэ Нагамаса. Позже, признав превосходство мастерства своего ученика, Сакурай сам вступил в ряды учеников школы Когэн Итто-рю. Техники школы Когэн Итто-рю отличаются скудностью движений, экономичностью передвижений и очень строгими понятиями времени и линии атаки. Они лишены излишних движений и приукрас; смысл некоторых из них не всегда понятен при поверхностном ознакомлении. Также довольно уникальным является рэйхо (формальный этикет).
По состоянию на 2008 год школа Когэн Итто-рю входит в состав организации Нихон Кобудо Кёкай. Текущим, 9-м её сокэ является Хэнми Тифудзи

### Хокусин Итто-рю
Хокусин Итто-рю (яп. 北辰一刀流兵法) — классическое боевое искусство Японии, основанное в 1820-х годах мастером по имени Тиба Сюсаку Наримаса.
После изучения различных стилей боевых искусств, Сюсяку создал свою собственную школу в 1820-х годах, назвав её Хокусин Итто-Рю Хёхо (яп. 北辰 一刀 流 兵法). Название представляет собой комбинацию из Хокусин Мусо-рю и Итто-рю, традициям которых он обучался. Кроме того он основал линию Эдо-Гэнбукан и одноименный додзё, который находился недалеко от здания додзё его брата, Тиба Садакити Масамити. После землетрясения 1923 года в Канто додзё был разрушен, и учение линии Эдо-Гэнбукан исчезло. Тиба-додзё также пострадал во время стихийного бедствия, однако, в отличие от Эдо-Гэнбукан, сохранилось до наших дней.
Текущим хранителем традиций является Оцука Ёитиро Масанори, 6-й сокэ Хокусин Итто-рю.

### Итто Сёдэн Муто-рю
Итто Сёдэн Муто-рю (яп. 一刀正伝無刀流) — древняя школа кэндзюцу, классическое боевое искусство Японии, основанное во второй половине 1800-х годов мастером по имени Ямаока Тэцутаро Такаюки, более известным как Ямаока Тэссю (яп. 山岡 鉄舟). Школа была основана с целью сохранения и передачи традиционных техник и философии стиля Итто-рю, основанного Ито Иттосаем.
На сегодняшний день существует крайне мало практикантов школы Ямаоки. Итто Сёдэн Муто-рю в настоящее время практикуется в Канадзава, префектура Исикава. Нынешним хранителем традиций школы является Такэхиро Идзаки.

### Кадзи-ха Итто-рю
Кадзи-ха Итто-рю (яп. 梶派一刀流) — школа кэндзюцу, основанная мастером по имени Кадзи Синэмон Масанао, учеником Оно Тадацунэ.

### Тэнсиндэн Итто-рю
Тэнсиндэн Итто-рю (яп. 天真伝一刀流), также известная как Тэнсин Итто-рю — школа кэндзюцу, основанная мастером по имени Тэрада Гороэмон Мунэари.
До создания собственного стиля самурай из области Такасаки, Тэрада Гороэмон Мунэари (1744—1825), изучал традиции школ Наканиси-ха Итто-рю и Оно-ха Итто-рю. В то время, как многие практиканты кэндзюцу были увлечены новомодными идеями, Тэрада верил и соблюдал традиции истинного искусства, продолжая практиковать древние методы.

### Энсин Итто-рю
Энсин Итто-рю Баттодзюцу (яп. 円心一刀流 抜刀術) — школа баттодзюцу, основанная мастером по имени Матида Кэнсинсай.
Матида родился в 1932 году у матери из высокоуважаемой самурайской семьи времён сёгуната Токугавы из области Айдзу. К занятиям боевыми искусствами он приступил уже с 3 лет, тренируясь под руководством своего отца и дедушки.
Основной акцент школа Энсин Итто-рю ставиться на сосредоточение вокруг личности самого практиканта, его осведомлённости об окружающем и чувстве энергетического потока. Кроме того, много внимания уделяется и скорости выполнения техник. По мнению Матида сокэ, практика боевых искусств в корне отличается от занятий спортом. Истинное боевое искусство заключается в достижении таких навыков, которые могут мгновенно убить противника. Согласно философии Энбукан, практикующий должен быть абсолютно бесстрашен.
Философия школы включает в себя такие понятия, как расслабленность, понимание и удерживание дистанции, скорость, внимание, концентрация, уверенность в себе, намерение, точность и интенсивная энергия.
Штаб-квартира школы находится в городе Нода, Япония.
Программа обучения
Искусство Энсин Итто-рю состоит из трёх базовых элементов:
1. Ката — набор техник, выполняемых в одиночку с использованием иайто ;
2. Кумитати — практическое применение навыков при помощи боккэна ;
3. Тамэсигири — отработка режущих ударов при помощи реального меча (синкэн ).

### Син Итто-рю
Син Итто-рю (яп. 新 一刀流, "Новая школа одного меча") — школа кэндзюцу, основанная мастером Валерием Прибытком в 2002 году и адаптированная сооснователем дисциплины Кен Сёбу До мастером фехтования Дмитрием Андрощуком.